# Pandanus acanthostylus
Pandanus acanthostylus är en enhjärtbladig växtart som beskrevs av Ugolino Martelli. Pandanus acanthostylus ingår i släktet Pandanus och familjen Pandanaceae.
Artens utbredningsområde är Madagaskar. Inga underarter finns listade.